# Coward (Carolina do Sul)
Coward é uma cidade  localizada no estado norte-americano de Carolina do Sul, no Condado de Florence.

## Demografia
Segundo o censo norte-americano de 2000, a sua população era de 650 habitantes.
Em 2006, foi estimada uma população de 671, um aumento de 21 (3.2%).

## Geografia
De acordo com o United States Census Bureau tem uma área de
8,9 km², dos quais 8,9 km² cobertos por terra e 0,0 km² cobertos por água.

## Localidades na vizinhança
O diagrama seguinte representa as localidades num raio de 24 km ao redor de Coward.